# 者相镇
者相镇，是中华人民共和国贵州省黔西南布依族苗族自治州贞丰县下辖的一个乡镇级行政单位。位于贞丰县东北部，距县城18千米。

## 行政区划
者相镇下辖以下地区：
兴者社区、平桥村、猫坡村、纳孔村、萝卜寨村、新寨村、冬妹村、坡烂云村、这艾村、旗上村、者相村和董箐村。